# وایت ایگل (اکلاهما)
وایت ایگل (به انگلیسی: White Eagle) یک منطقهٔ مسکونی در ایالات متحده آمریکا است که در شهرستان کی، اکلاهما واقع شده‌است. وایت ایگل ۲۸۸٫۹۵ متر بالاتر از سطح دریا واقع شده‌است.